# Blennidus sublaevis
Blennidus sublaevis là một loài bọ chân chạy thuộc phân họ Pterostichinae. Loài này được Straneo mô tả năm 1993.